# Sea Patrol
Sea Patrol ist eine australische Fernsehserie, die vom 5. Juli 2007 bis zum 12. Juli 2011 auf dem australischen Sender Nine Network ausgestrahlt wurde. Die Handlung spielt größtenteils auf dem fiktiven Patrouillenboot HMAS Hammersley der Royal Australian Navy (RAN) und handelt von der Arbeit und dem Leben der Besatzung. Trotz Ähnlichkeiten bei den Handlungsorten und Inhalt ist diese Serie keine Fortsetzung der von 1979 bis 1983 ausgestrahlten Serie Patrol Boat.
Die zweite Staffel trägt in Australien den Titel Sea Patrol II: The Coup, die dritte Sea Patrol III: Red Gold, die vierte Sea Patrol IV: The Right Stuff und die fünfte Staffel Sea Patrol V: Damage Control.

## Handlung
Sea Patrol folgt dem Leben der Besatzung des fiktiven Patrouillenboots HMAS Hammersley der Royal Australian Navy, das an der idyllischen australischen Küste des Bundesstaates Queensland und rund um das Great Barrier Reef für Ordnung sorgt. Sie wird bei Verstößen gegen das australische Recht, wie illegaler Fischerei in australischen Gewässern, illegaler Einwanderung auf dem Seeweg, Drogenschmuggel und anderen Problemen, auf die sie während der Patrouille trifft, aktiv. Neben dem Kommandanten, Lieutenant Commander Mike Flynn sind 24 weitere Marineoffiziere, Unteroffiziere und Mannschaften auf dem Boot stationiert.

## Hauptfiguren
Michael Flynn
Michael Flynn wird meist Mike genannt und ist der CO (Commanding Officer) der Hammersley. Als er an der ADFA unterrichtete, hatte er eine Affäre mit der jungen Studentin Kate McGregor. Dies haben die beiden stets geheim gehalten, da sie eine berufliche Grenze überschritten hatten. Doch nun treffen sie in der ersten Folge der ersten Staffel wieder zusammen, was zu Spannungen zwischen ihnen führt. Mike trat mit 17 Jahren der Navy bei und hat sich seitdem hochgearbeitet. Er ist immer zuversichtlich und strahlt Stärke aus. Deswegen ist er bei seiner Crew sehr beliebt.
Kate McGregor
Kate McGregor kommt in der ersten Staffel neu an Bord der Hammersley und trifft auf Mike, mit dem sie mal eine Affäre hatte. Sie ist Executive Officer (XO) und somit erster Offizier und wird meist nur X genannt. Sie ist hübsch, kühl, professionell, klug und distanziert. Ihr Privatleben hält sie vor ihren Mannschaftskameraden geheim. Zudem ist sie mutig, taff und bestrebt, in allem, was sie tut, perfekt zu sein. Sie ist erfolgsorientiert und verließ die ADFA mit vielen Auszeichnungen. An Bord der Hammersley fällt es ihr zunächst schwer, sich einzuleben, vor allem mit Nav, mit der sie ihre Kabine teilt, hat sie Probleme, sich anzufreunden. Dies ist ihre Fassade, denn die wahre Kate ist auf der Flucht vor ihrer Vergangenheit und schaut niemals zurück, da sie immer vorwärtskommen will. Kate wurde in England geboren und kam als Neunjährige nach Australien, da ihre Mutter der Liebe wegen hierher zog. Nach kurzer Zeit zerbrach die Beziehung, was Kate stark prägte. Sie würde ihre Karriere nie für die Liebe hinwerfen. Der Rest ihrer Familie lebte in England, sodass sie oft einsam war und früh lernte, Verantwortung für sich und ihre Mutter zu übernehmen. Dadurch wurde sie zu einer selbstbewussten und starken Persönlichkeit. Als sie zur Navy ging, ließ sie ihre Vergangenheit und auch ihre Mutter hinter sich.
Nikki Caetano
Nikki Caetano ist Navigation Officer, kurz Nav, an Bord der Hammersley. Sie kommt aus einer australisch-italienischen Familie und hat vier ältere Brüder. Die 26-Jährige teilt ihre Kabine mit XO, die sie zu Beginn nicht sonderlich leiden kann, da sie bereits auf der HMAS Watson zusammengearbeitet haben, wo Kate ihre Lehrerin war. Bei allen anderen Kollegen ist sie durch ihre offene und warmherzige Art sehr beliebt. Sie ist emotional und handelt meist nach Gefühl. Mit ihrem Kollegen Josh hat sie eine Beziehung, die sie allerdings verheimlicht, da dies das Ende ihrer Karrieren bedeuten würde.
Andy Thorpe
Andy Thorpe ist der älteste und hochrangigste Senior Seaman. Er ist 42 Jahre, wird meist Charge genannt und ist Chief Petty Officer. Der Marine trat er im Alter von 16 Jahren bei. Charge ist ein guter Mechaniker und kümmert sich an Bord der Hammersley um die Maschinen.
Robert J. Dixon
Robert J. Dixon ist ein Leading Seaman, also der rangniedrigste Unteroffizier, und ist für den gesamten Funkverkehr, das Radar und für die Informationsbeschaffung verantwortlich. Er wird von allen meist nur RO (Radio Operator) genannt. Seine Freund- und Kameradschaft zu den übrigen Teammitgliedern ist immer wieder belastet, da er von allen als weltfremd und kalt angesehen wird. Dies kann jedoch auch von seiner Kindheit herführen, da er von seinem Vater oft emotional missbraucht wurde. Im Beschaffen von Informationen und in seiner übrigen Arbeit ist er sehr gewissenhaft und zuverlässig.

## Produktion

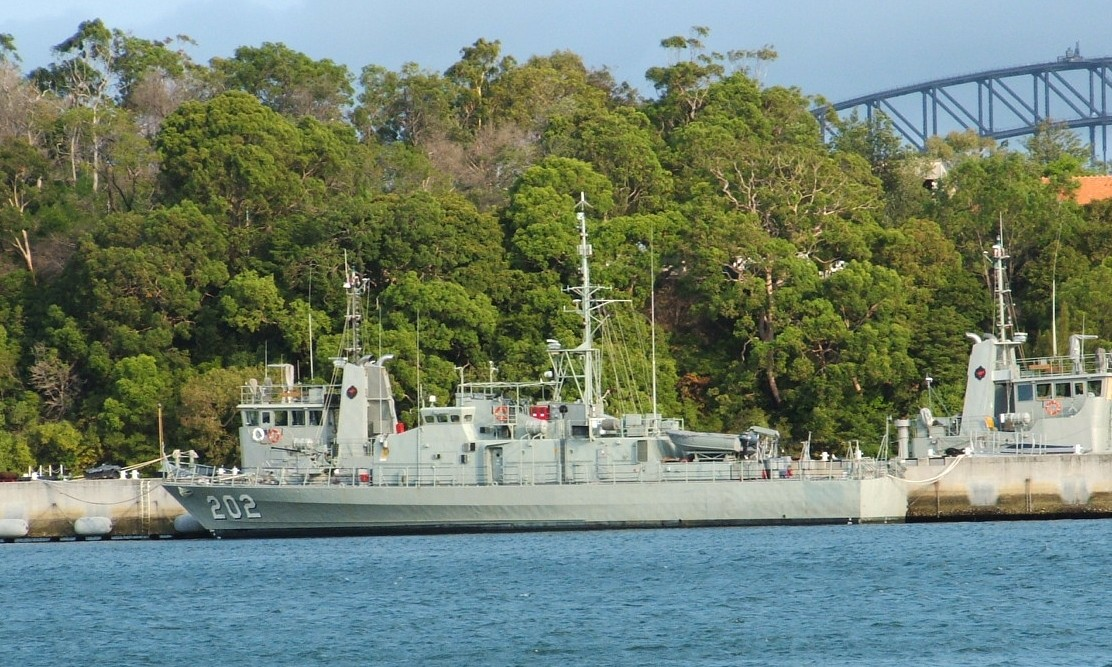
Die reale HMAS Wollongong als HMAS Hammersley (im Stützpunkt HMAS Waterhen, Sydney)

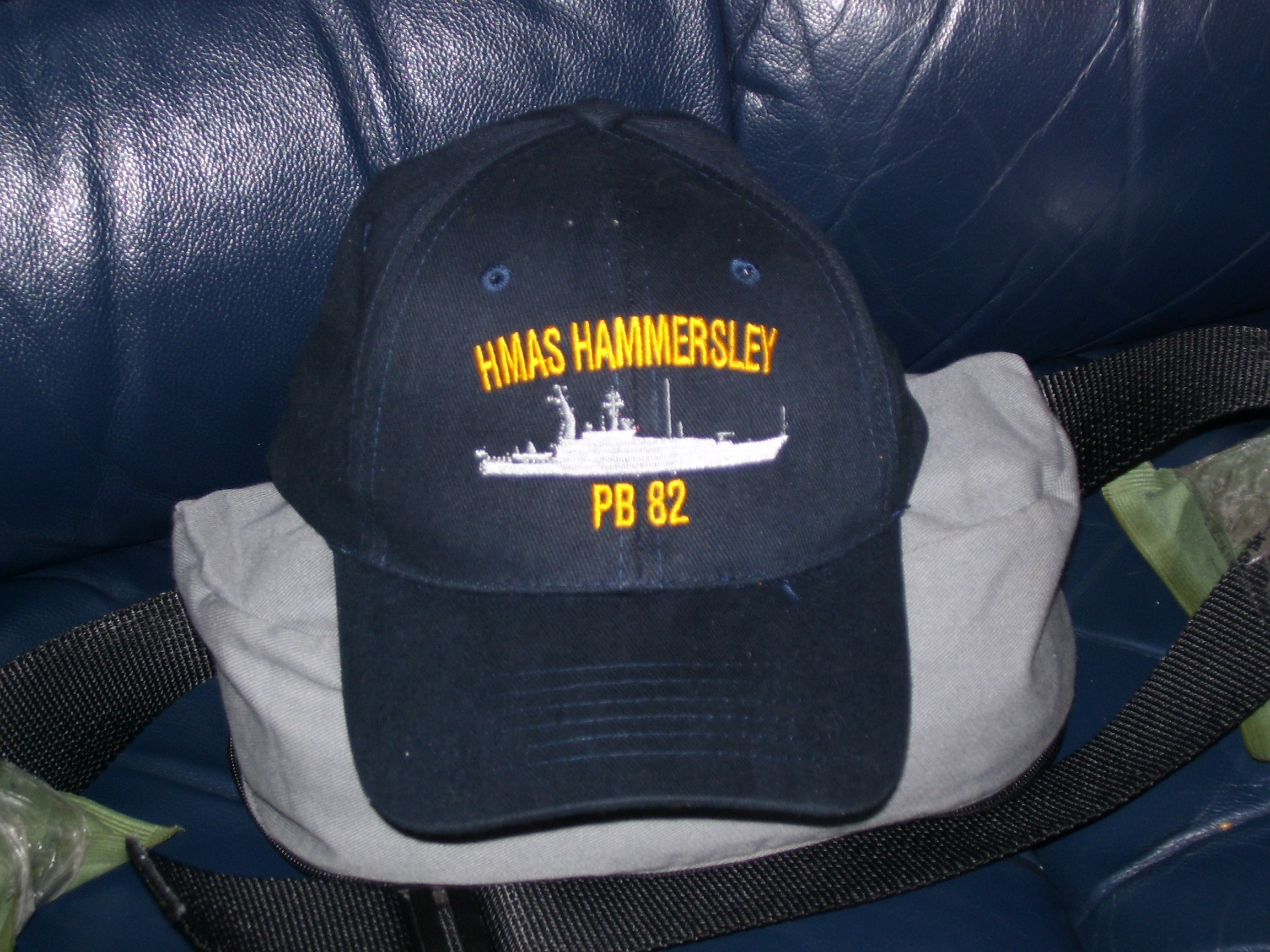
Mütze des fiktiven Armidale-Klasse-Boots HMAS Hammersley

Die Fernsehserie zeigt den Geschlechterkampf sowie die kulturelle Vielfalt der Marine und befasst sich mit zeitgenössischen Themen wie illegale Fischerei, Flüchtlinge, Drogenhandel, Einwanderung und Menschenschmuggel. Die Folgen haben ein zugrunde liegendes Geheimnis, das sich durch die ganze Serie zieht.
Die Produktionskosten der ersten Staffel beliefen sich auf 15 Millionen und die der dritten Staffel auf 17 Millionen AU$.
Die Serie wurde nach der fünften Staffel eingestellt, da zu diesem Zeitpunkt eine nach australischem Steuerrecht bis zu 65 produzierten Folgen geltende Steuerermäßigung auslief.

### Schiffe
Während der ersten Staffel wurden zwei reale Fremantle-Klasse-Boote benutzt, die dann beide als HMAS Hammersley dienten. Die HMAS Wollongong wurde für die Dreharbeiten in Sydney benutzt, während für sechs Wochen auf Dunk Island in Queensland dafür die HMAS Ipswich benutzt wurde. Die HMAS Hammersley wurde während der letzten Episode der ersten Staffel stillgelegt. Die HMAS Kingston, ein weiteres fiktives Fremantle-Klasse-Boot, wird in vielen Episoden erwähnt und taucht in der neunten Episode auf.
Während der Dreharbeiten zur ersten Staffel wurde prognostiziert, dass die HMAS Hammersley in den nächsten Staffeln durch neuere Armidale-Klasse-Boote ersetzt werden müsste. Die späteren Staffeln verwenden ein Armidale-Klasse-Boot, das auch HMAS Hammersley heißt, mit der Hull-Number 82. Für die zweite Staffel, wurden die Aufnahmen auf der HMAS Broome und später auf der HMAS Launceston gemacht. Die erste Staffel wurde ausschließlich auf einem außer Dienst gestellten Boot der Fremantle-Klasse gedreht.

### Drehorte
Als Außendrehorte dienten unter anderem die Stadt Cairns, die Insel Dunk Island, der Mission Beach und der Cowley Beach, der in der Nähe von Innisfail liegt, sowie die Tamborine Mountains im australischen Bundesstaat Queensland, sowie die Navy Base HMAS Waterhen in Sydney, New South Wales. Die Innendreharbeiten fanden alle in den Warner Roadshow Studios in Gold Coast statt.

## Besetzung und Synchronisation
Die Schauspieler der Hauptcharaktere werden im Bildschirmtext der Episoden namentlich aufgeführt, die Schauspieler, die unter „Guest starring“, „Special Guest Starring“ und „Co-starring“ rangieren, werden im Folgenden als Gast- und Nebendarsteller zusammengefasst.

### Synchronisation
Die deutsche Synchronisation entstand nach den Dialogbüchern von Dirk Müller, Frank Preissler und unter der Dialogregie von Engelbert von Nordhausen durch die Synchronfirma Berliner Synchron.

### Hauptdarsteller
Die meisten Veränderungen an der Hauptbesetzung fanden in der dritten Staffel statt, in der ein neuer Darsteller hinzu kam und vier ausschieden.

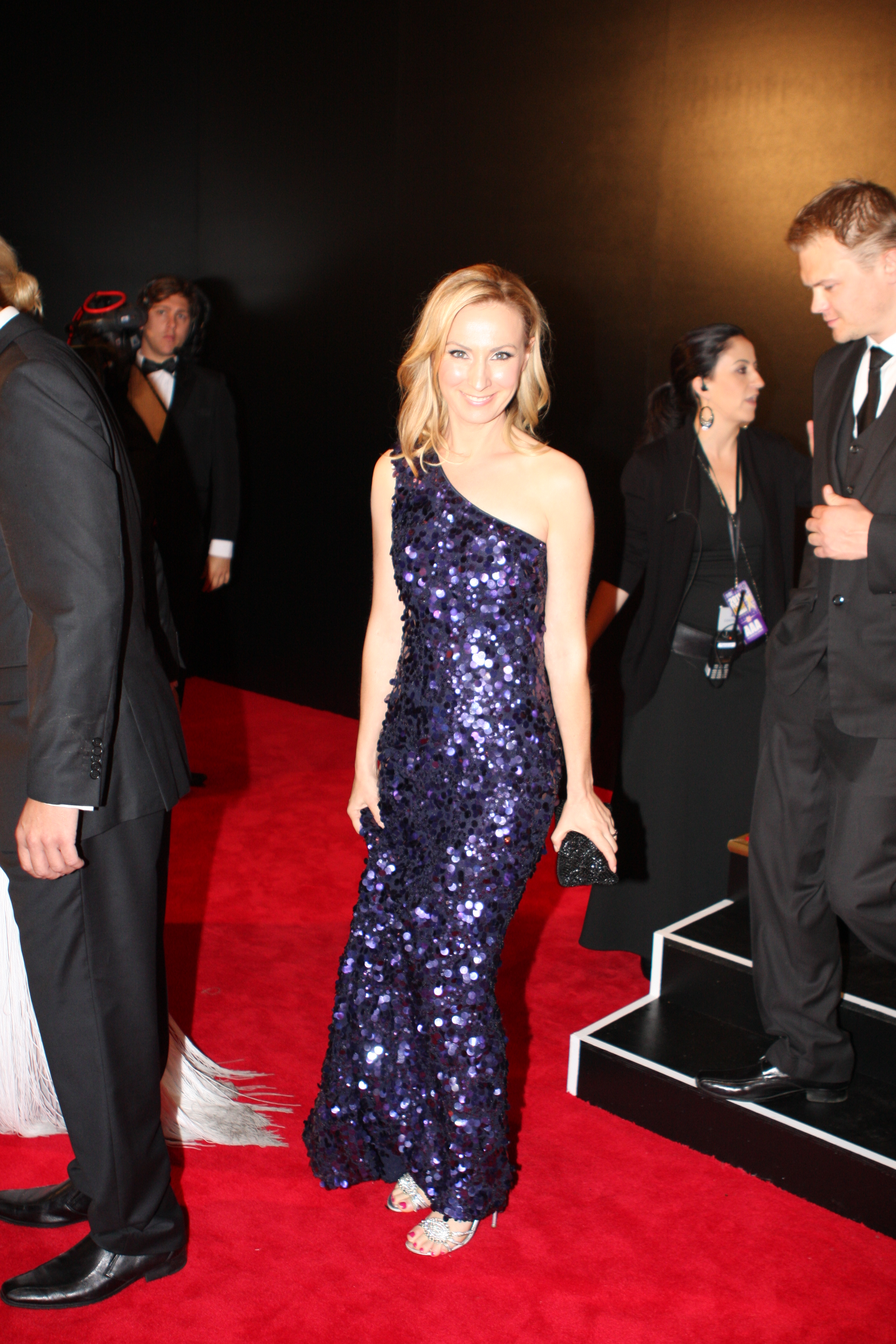
Lisa McCune (2011)
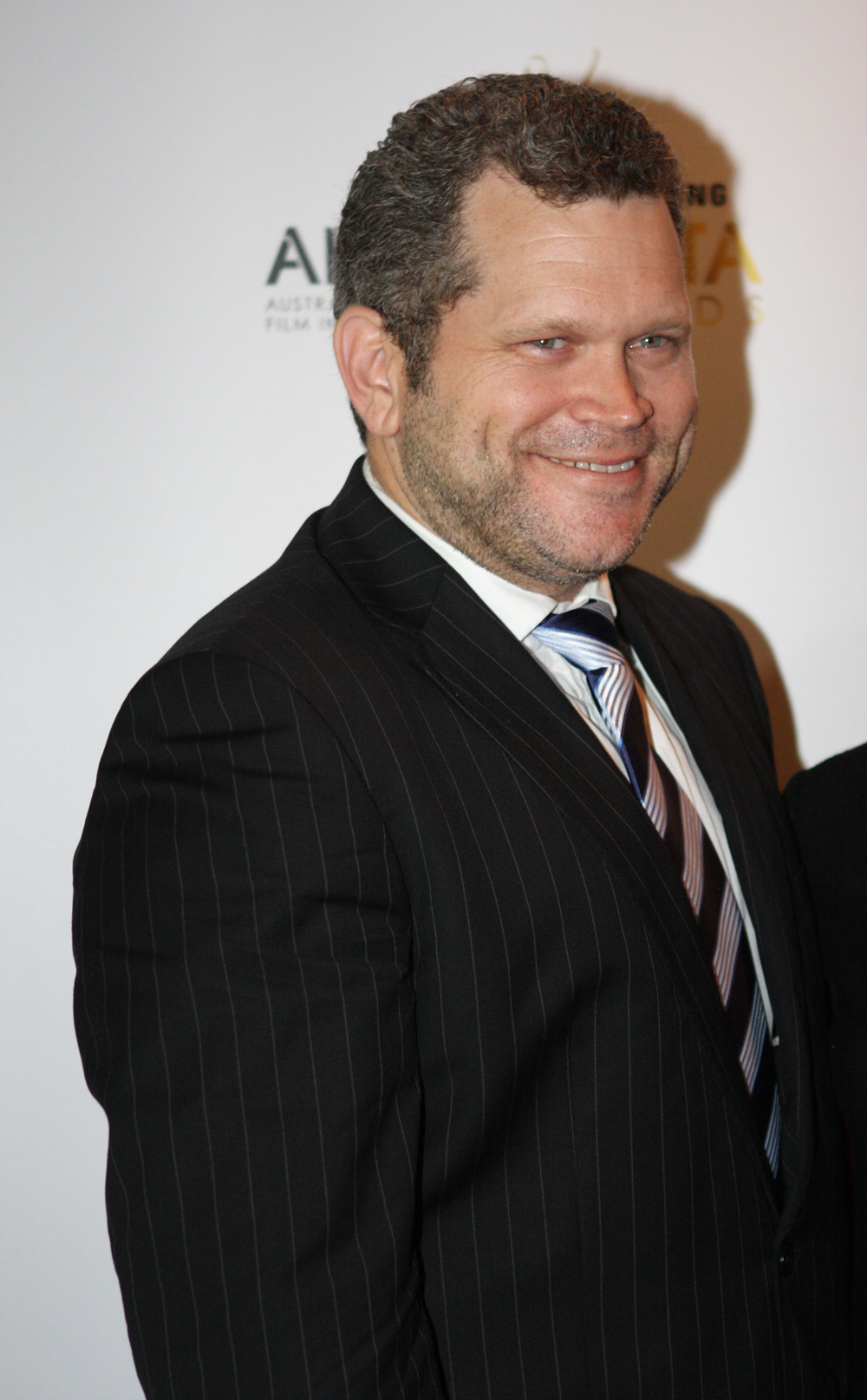
John Batchelor (2012)
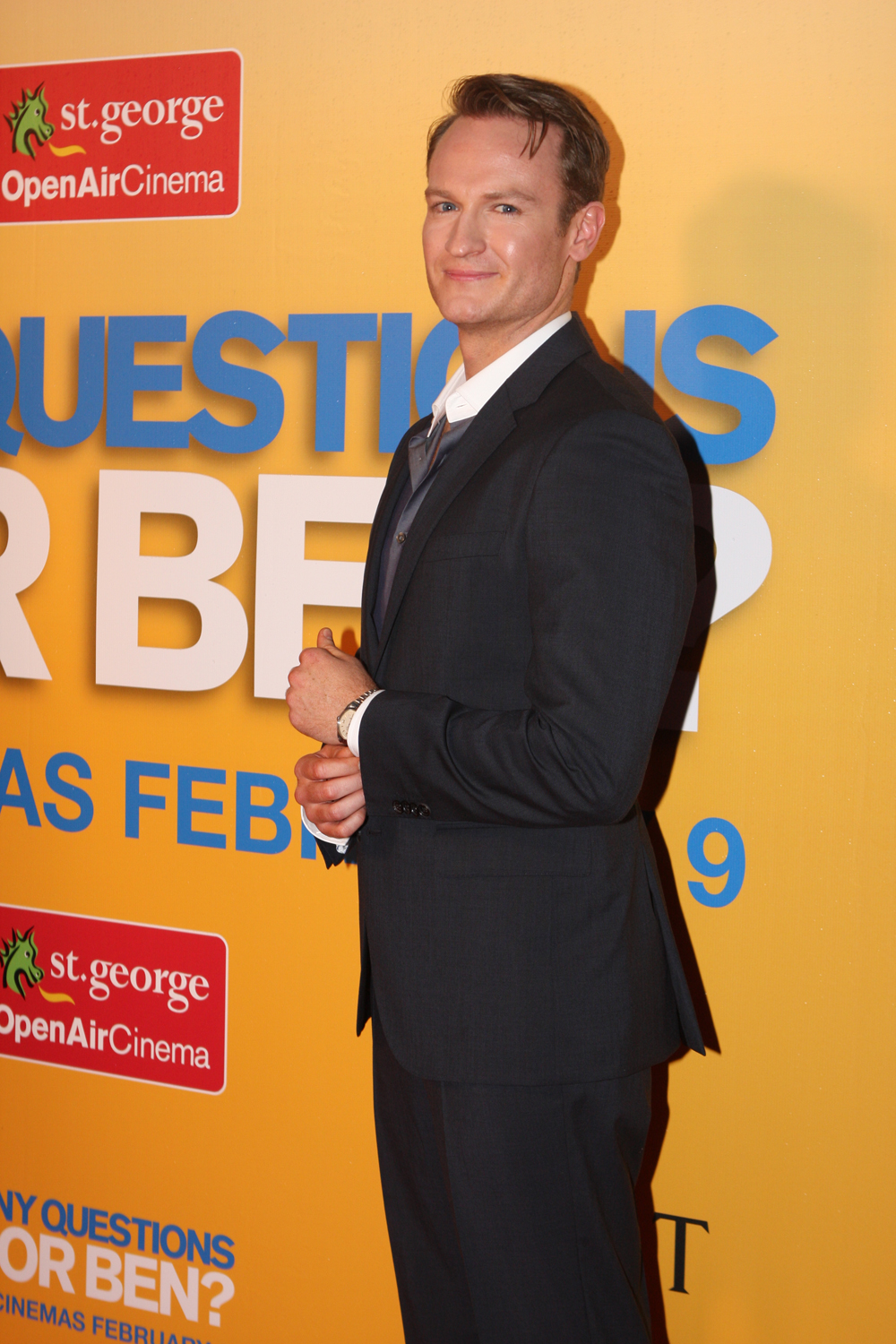
Josh Lawson (2012)
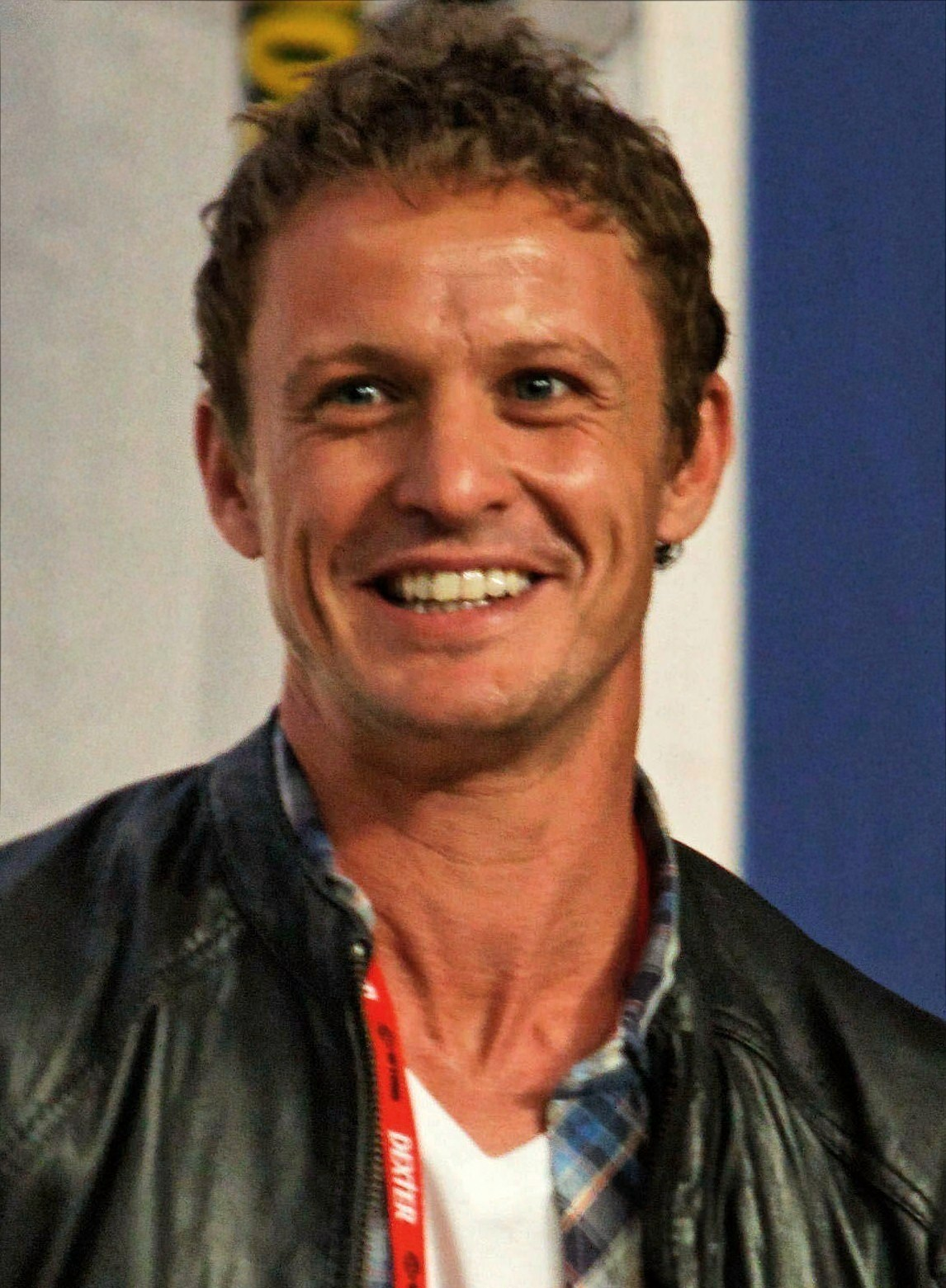
David Lyons (2010)
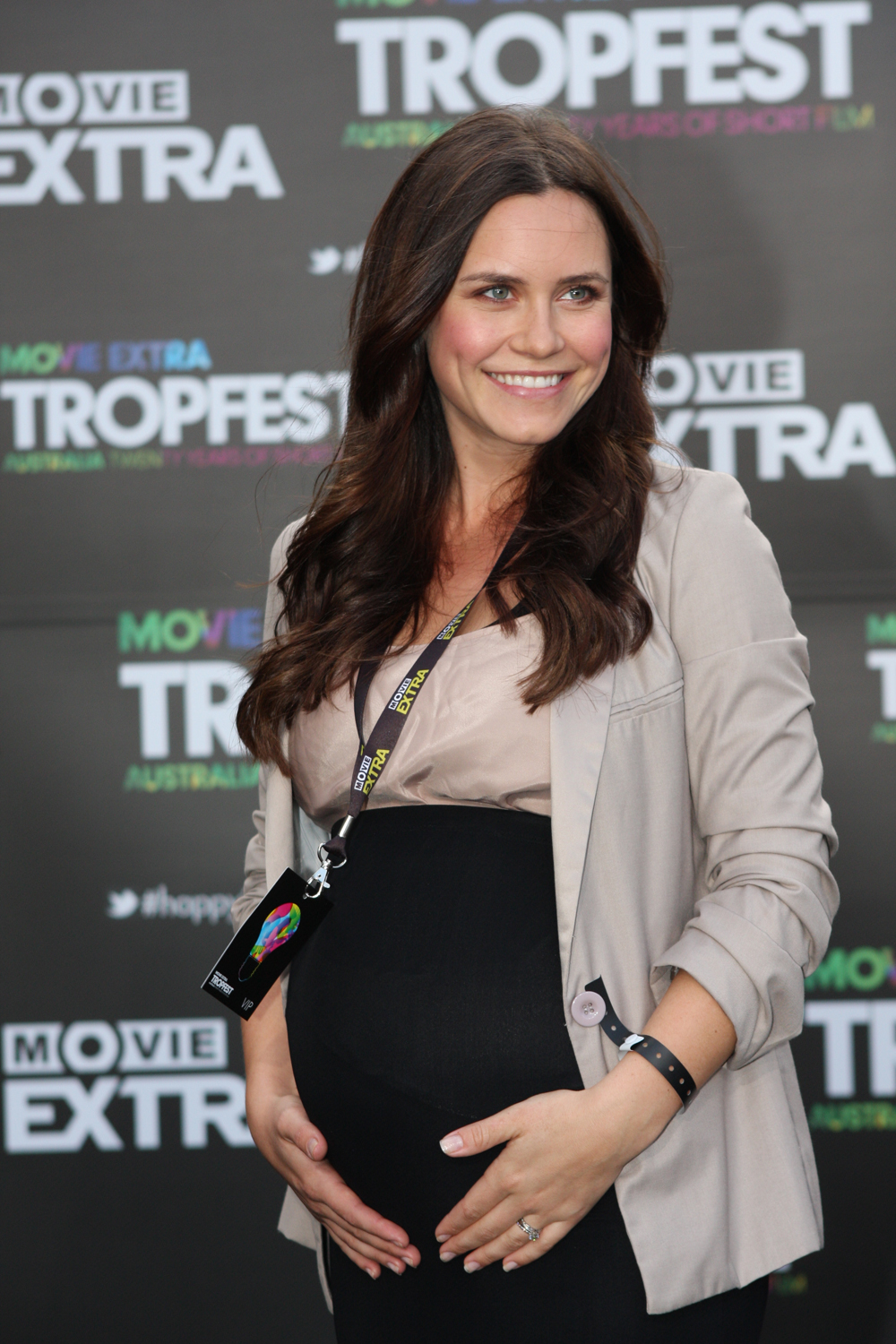
Saskia Burmeister (2012)
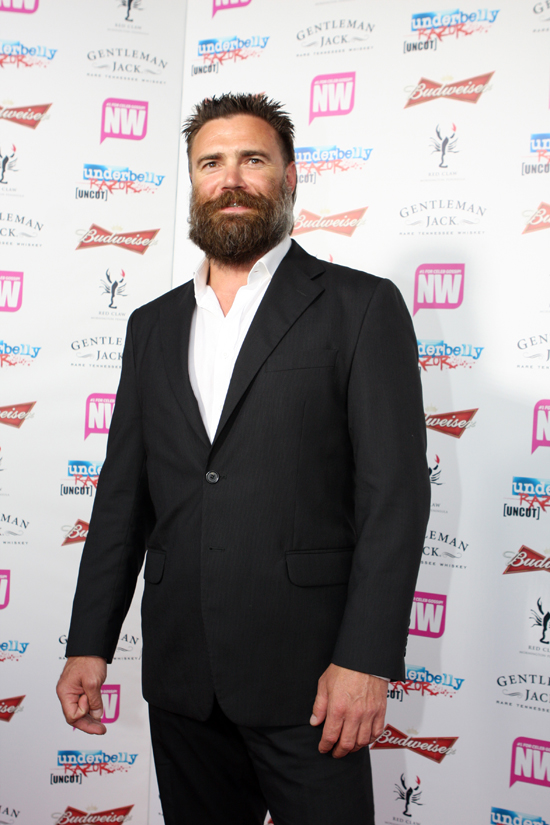
Jeremy Lindsay Taylor (2011)
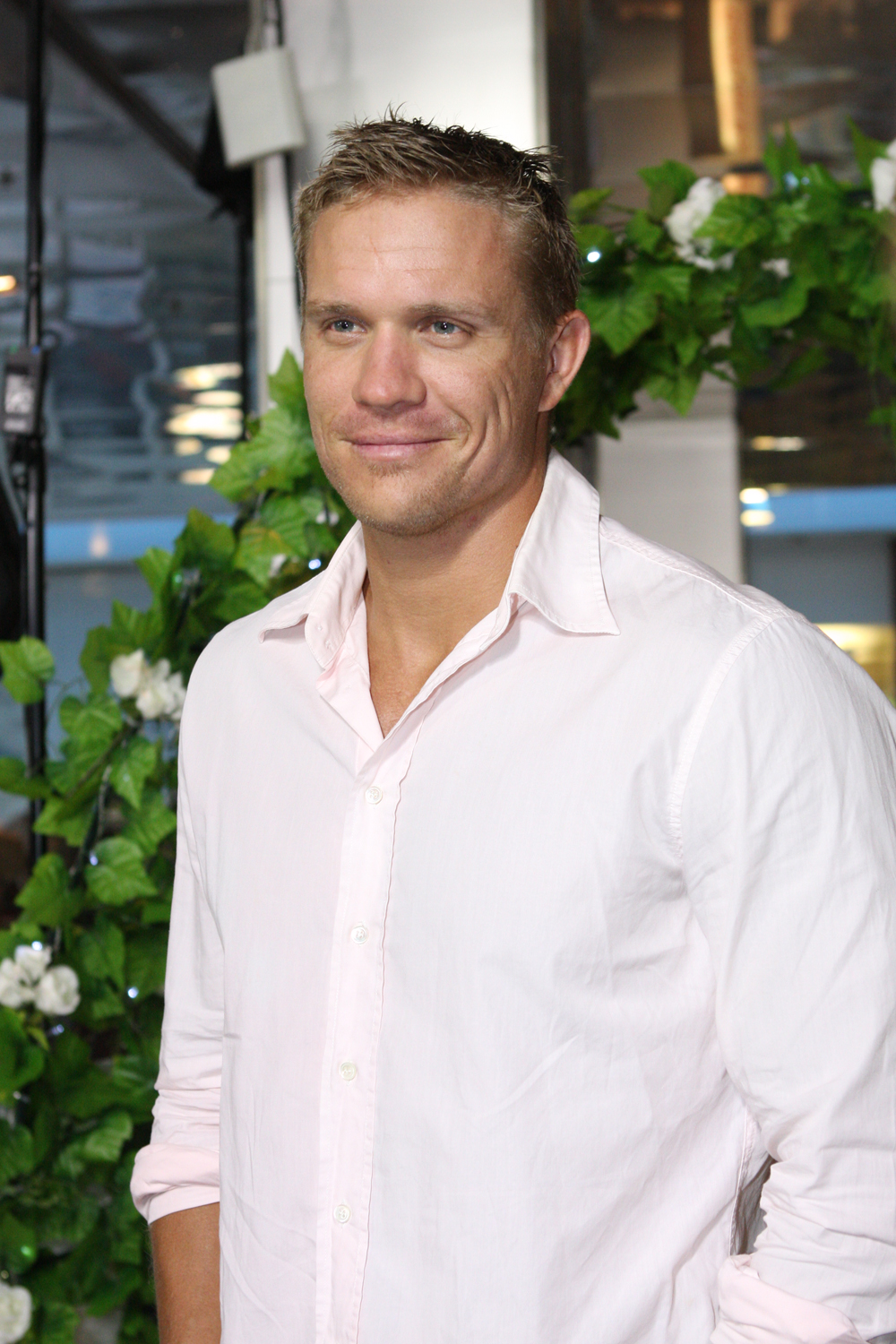
Conrad Coleby (2012)

| Rang                                   | Rollenname                | Rufname | Schauspieler          | Hauptrolle (Episoden) | Hauptrolle (Staffeln) | Hauptrolle (Jahre) | Gastrolle (Staffeln) | Gastrolle (Jahre) | Synchronsprecher  |
| -------------------------------------- | ------------------------- | ------- | --------------------- | --------------------- | --------------------- | ------------------ | -------------------- | ----------------- | ----------------- |
| Lieutenant Commander Commander Captain | Michael „Mike“ Flynn      | C.O.    | Ian Stenlake          | 1–68                  | 1–5                   | 2007–2011          |                      |                   | Tobias Kluckert   |
| Lieutenant                             | Kate McGregor             | X.O.    | Lisa McCune           | 1–68                  | 1–5                   | 2007–2011          |                      |                   | Victoria Sturm    |
| Chief Petty Officer                    | Andrew „Andy“ Thorpe      | Charge  | John Batchelor        | 1–68                  | 1–5                   | 2007–2011          |                      |                   | Marco Kröger      |
| Chief Petty Officer                    | Christopher „Chris“ Blake | Swain   | Matthew Holmes        | 1–68                  | 1–5                   | 2007–2011          |                      |                   | Jaron Löwenberg   |
| Leading Seaman                         | Robert Dixon              | Ro      | Kristian Schmid       | 1–68                  | 1–5                   | 2007–2011          |                      |                   | Tobias Nath       |
| Able Seaman                            | Tobias „Toby“ Jones       | Chefo   | Josh Lawson           | 1–13                  | 1                     | 2007               |                      |                   | Rainer Fritzsche  |
| Leading Seaman                         | Joshua „Josh“ Holiday     | E.T.    | David Lyons           | 1–27                  | 1–3                   | 2007–2009          |                      |                   | Tim Knauer        |
| Lieutenant                             | Nicole „Nikki“ Caetano    | Nav     | Saskia Burmeister     | 1–39                  | 1–3                   | 2007–2009          |                      |                   | Nicole Hannak     |
| Petty Officer                          | Peter „Pete“ Tomaszewski  | Buffer  | Jeremy Lindsay Taylor | 1–39                  | 1–3                   | 2007–2009          |                      |                   | Markus Pfeiffer   |
| Seaman                                 | William „Billy“ Webb      | Spider  | Jay Ryan              | 1–39                  | 1–3                   | 2007–2009          |                      |                   | Nico Mamone       |
| Able Seaman                            | Rebecca Brown             | Bomber  | Kirsty Lee Allan      | 14–55                 | 2–4                   | 2008–2010          |                      |                   | Anna Grisebach    |
| Leading Seaman                         | Leo Kosov-Meyer           | 2Dads   | Nikolai Nikolaeff     | 28–68                 | 3–5                   | 2009–2011          |                      |                   | Leonhard Mahlich  |
| Petty Officer                          | Dylan Mulholland          | Dutchy  | Conrad Coleby         | 40–68                 | 4–5                   | 2010–2011          |                      |                   | Tommy Morgenstern |
| Seaman                                 | Jessica Bird              | Bird    | Danielle Horvat       | 40–68                 | 4–5                   | 2010–2011          |                      |                   | Julia Kaufmann    |
| Midshipman                             | Ryan White                |         | Dominic Deutscher     | 55–68                 | 5                     | 2011               | 4                    | 2010              | Niclas Lutz       |

Anmerkungen
1. ↑  Episoden 1–39
2. ↑  Episoden 40–68
3. ↑  Episode 68

### Gast- und Nebendarsteller
Zu den wichtigen Gast- und Nebendarstellern mit Auftritten in mehr als einer Episode zählen (zugehörige Staffeln sind in Klammern angegeben):
| Ab Staffel 1: - Morgan O’Neill (Stimme: Alexander Doering) als Lieutenant Darryl Smith (1) - Steve Bisley (Stimme: Engelbert von Nordhausen) als Commander Steven „Steve“ Marshall (1–3) - Christopher Stollery (Stimme: Oliver Siebeck) als Federal Agent Gregory „Greg“ Murphy (1) - Sibylla Budd (Stimme: Andrea Solter) als Dr. Ursula Morrell (1) - Daisy Betts (Stimme: Dascha Lehmann) als Sally Blake (1–2) Ab Staffel 2: - Dajana Cahill (Stimme: Esra Vural) als Carly Walsman (2) - Andrew Buchanan (Stimme: Olaf Reichmann) als Campbell Fulton (2–3) - Alan Dale (Stimme: Helmut Gauß) als Ray Walsman (2) - Ditch Davey (Stimme: Johannes Berenz) als Captain Jim Roth (2, 5) | Ab Staffel 3: - Blair McDonough (Stimmen: Sascha Rotermund bzw. Dennis Schmidt-Foß) als Matt Robsenn (3) - Jessica Napier (Stimme: Katrin Zimmermann) als Simone Robsenn (3) Ab Staffel 4: - Tammy MacIntosh (Stimme: Bettina von Nordhausen) als Commander Maxine White (4–5) Ab Staffel 5: - Renai Caruso (Stimme: Melanie Hinze) als Madelaine Cruise (5) - Brenton Thwaites als Leigh Scarpia (5) |

## Ausstrahlung
Australien
In Australien startete die erste Staffel am 5. Juli 2007 auf dem Sender Nine Network und endete am 4. Oktober 2007. Die zweite Staffel lief vom 31. März bis zum 23. Juni 2008. Eine dritte Staffel wurde vom 18. Mai bis zum 27. Juli 2009 und eine vierte vom 15. April bis zum 29. Juli 2010 ausgestrahlt. Die fünfte und letzte Staffel startete am 26. April 2011.
Deutschland
Die deutsche Erstausstrahlung der Serie erfolgte ohne Unterbrechungen vom 6. Juli 2011 bis zum 22. Februar 2012 jeweils in Doppelfolgen auf dem Sender Das Vierte.
International
Nach den Angaben einer 2007 veröffentlichten Pressemitteilung von Nine Network wurde die Serie in über 100 Länder verkauft. Dieser Deal ermöglicht, dass die Serie auf vielen Hallmark-Sendern auf der ganzen Welt, darunter das Vereinigte Königreich, Serbien, Indonesien, Indien, Russland, Norwegen, Südafrika, Mexiko, Polen, Vietnam und Palau zu sehen ist. Daneben ist die Serie in Belgien auf Eén, in Italien auf Rai 1, sowie in Frankreich und in den Niederlanden auf dem Sender 13th Street zu sehen.

## Preise und Nominierungen
Logie Award
- Nominiert – Beliebteste Person im australischen Fernsehen – Lisa McCune (2008)
- Nominiert – Beste Schauspielerin – Lisa McCune (2008)
- Nominiert – Beste Aufführung in einer TV-Serie – Newcomer – David Lyons (2008)
- Nominiert – Beste Aufführung in einer TV-Serie – Newcomerin – Kirsty Lee Allan (2009)

## DVD-Veröffentlichungen
In Australien erschien die erste Staffel nur zehn Tage nach beenden der Ausstrahlung dieser am 17. Oktober 2007. Die zweite Staffel folgte 6. November 2008, die dritte am 1. Oktober 2009 und die vierte am 19. August 2010. Die fünfte und letzte Staffel kam 4. August 2011 in den Handel.
Die deutschsprachige Veröffentlichung der ersten beiden Staffeln fand am 27. April und 27. Juli 2012 statt. Die dritte Staffel erschien am 26. Oktober 2012. Die vierte Staffel wurde am 25. Januar 2013 veröffentlicht. Die fünfte und letzte Staffel erschien am 26. April 2013.
| Staffel | Australien       | Deutschland      |
| ------- | ---------------- | ---------------- |
| 1       | 17. Oktober 2007 | 27. April 2012   |
| 2       | 6. November 2008 | 27. Juli 2012    |
| 3       | 1. Oktober 2009  | 26. Oktober 2012 |
| 4       | 19. August 2010  | 25. Januar 2013  |
| 5       | 4. August 2011   | 26. April 2013   |